# Pseudoneureclipsis zagreus
Pseudoneureclipsis zagreus is een schietmot uit de
familie Dipseudopsidae. De soort komt voor in het Oriëntaals gebied.